# Mokhtar Ghayaza
Mokhtar Ghayaza, né le 15 novembre 1986 à Sfax, est un basketteur tunisien.

## Carrière
Formé au Sfax railway sport, il participe avec l'équipe de Tunisie au championnat du monde 2010 et au tournoi qualificatif pour les Jeux olympiques d'été de 2016.
Après deux saisons, il quitte le Club africain à l'été 2017 pour rejoindre à nouveau l'Étoile sportive de Radès.

## Clubs
- ?-? : Sfax railway sport (Tunisie)
- 2008-2013 : Étoile sportive de Radès (Tunisie)
- 2013-2014 : Al-Khor SC (Qatar)
- 2014 : Club africain[2] (Tunisie)
- 2014-2015 : Association sportive des FAR (Maroc)
- 2015-2017 : Club africain (Tunisie)
- 2017-2019 : Étoile sportive de Radès (Tunisie)
- depuis 2019 : Union sportive monastirienne (Tunisie)
  - 2021 : Ezzahra Sports[3] (Tunisie)
  - 2023 : Ittihad Alexandrie[4] (Égypte)

## Palmarès

### Clubs
- Champion de Tunisie : 2016, 2018, 2020, 2021, 2022, 2023, 2024
- Coupe de Tunisie : 2018, 2019, 2020, 2021, 2022, 2023, 2025
- Super Coupe de Tunisie : 2024
- Médaille d'argent à la coupe d’Afrique des clubs champions 2017 ( Tunisie)
- Médaille d'argent à la Ligue africaine 2021 ( Rwanda)
- Médaille d'or à la Ligue africaine 2022 ( Rwanda)
- Médaille de bronze à la coupe d’Afrique des clubs champions 2014 ( Tunisie)
- Médaille de bronze à la coupe arabe des clubs champions 2019 ( Maroc)
- Médaille de bronze à la coupe arabe des clubs champions 2021 ( Égypte)

### Sélection nationale

#### Jeux olympiques
- 11e des Jeux olympiques 2012 ( Royaume-Uni)

#### Championnat d'Afrique
- Médaille d'or au championnat d'Afrique 2011 ( Madagascar)
- Médaille d'or au championnat d'Afrique 2017 ( Tunisie)
- Médaille d'or au championnat d'Afrique 2021 ( Rwanda)
- Médaille de bronze au championnat d'Afrique 2009 ( Libye)
- Médaille de bronze au championnat d'Afrique 2015 ( Tunisie)

#### Jeux méditerranéens
- Médaille de bronze aux Jeux méditerranéens de 2013 ( Turquie)

#### Championnat arabe des nations
- Médaille d'or au championnat arabe des nations 2008 ( Tunisie)
- Médaille d'or au championnat arabe des nations 2009 ( Maroc)
- Médaille d'argent au championnat arabe des nations 2022 ( Émirats arabes unis)
- Médaille de bronze au championnat arabe des nations 2023 ( Égypte)

### Distinctions personnelles
- Nommé dans le cinq majeur du championnat maghrébin des clubs 2012 comme meilleur pivot
- Meilleur pivot du championnat de Tunisie lors des saisons 2017-2018 et 2019-2020
- Nommé dans le cinq majeur et meilleur pivot de la Super Coupe de Tunisie 2024